# Japim-soldado
O japim-soldado ou tecelão (Cacicus chrysopterus), também conhecido por japuíra (Cacicus chrysopterus) é uma ave passeriforme da tribo dos icteríneos, que ocorre na América do Sul meridional, no interior de matas. A espécie chega a atingir 20 centímetros de comprimento, possuindo uma plumagem negra com encontros e uropígio amarelos. Também é conhecida simplesmente por soldado, ou ainda por melro, nhapim, pega e tecelão.
Na Região norte do Brasil é muito conhecido como xexéu, japim, japuíra, joão-conguinho e japiim-xexéu.
Utiliza vários cantos diferentes e é tem uma facilidade muito grande para imitar o canto de outras aves, qualidade que o torna bastante admirado.